# Jekatierina Iluchina
Jekatierina Siergiejewna Iliuchina (ros. Екатерина Сергеевна Илюхина; ur. 19 czerwca 1987 w Nowosybirsku) – rosyjska snowboardzistka, wicemistrzyni olimpijska.

## Kariera
Po raz pierwszy na arenie międzynarodowej pojawiła się 27 marca 2003 roku w Szukołowie, gdzie na mistrzostwach kraju zajęła 12. miejsce w gigancie równoległym (PGS). W 2004 roku wystąpiła na mistrzostwach świata juniorów w Klinovcu i Oberwiesenthal, zajmując jedenaste 24. miejsce w (PGS) i 22. miejsce w snowcrossie. Jeszcze trzykrotnie startowała na imprezach tego cyklu, największy sukces osiągając podczas rozgrywanych trzy lata później mistrzostwach świata juniorów w Bad Gastein, gdzie zdobyła brązowy medal w slalomie równoległym (PSL).
W Pucharze Świata zadebiutowała 11 marca 2004 roku w Bardonecchii, zajmując 32. miejsce w snowcrossie. Pierwsze pucharowe punkty wywalczyła 7 stycznia 2005 roku w Petersburgu, zajmując 27. miejsce w PSL. Na podium zawodów tego cyklu jedyny raz stanęła 11 grudnia 2010 roku w Limone Piemonte, kończąc rywalizację w PGS na trzeciej pozycji. W zawodach tych wyprzedziły ją jedynie dwie reprezentantki Szwajcarii: Patrizia Kummer i Fränzi Mägert-Kohli. Najlepsze wyniki osiągała w sezonie 2013/2014, kiedy to zajęła dziewiąte miejsce w klasyfikacji generalnej PAR.
Jej największym sukcesem w karierze jest srebrny medal w gigancie równoległym wywalczony na igrzyskach olimpijskich w Vancouver w 2010 roku. Uplasowała się tam między Nicolien Sauerbreij z Holandii i Austriaczką Marion Kreiner. Na rozgrywanych cztery lata później igrzyskach w Soczi w tej samej konkurencji była dwunasta, a w slalomie równoległym zajęła 29. miejsce. Była też między innymi jedenasta podczas mistrzostw świata w La Molina w 2011 roku.

## Osiągnięcia

### Igrzyska olimpijskie
| Miejsce | Dzień     | Rok  | Miejscowość | Konkurencja              | Zwyciężczyni        |
| ------- | --------- | ---- | ----------- | ------------------------ | ------------------- |
| 2.      | 26 lutego | 2010 | Whistler    | Slalom gigant równoległy | Nicolien Sauerbreij |
| 12.     | 19 lutego | 2014 | Soczi       | Gigant równoległy        | Patrizia Kummer     |
| 29.     | 22 lutego | 2014 | Soczi       | Slalom równoległy        | Julia Dujmovits     |

### Mistrzostwa świata
| Miejsce | Dzień       | Rok  | Miejscowość | Konkurencja       | Zwyciężczyni         |
| ------- | ----------- | ---- | ----------- | ----------------- | -------------------- |
| 38.     | 16 stycznia | 2005 | Whistler    | Snowboardcross    | Lindsey Jacobellis   |
| 42.     | 18 stycznia | 2005 | Whistler    | Gigant równoległy | Manuela Riegler      |
| 54.     | 19 stycznia | 2005 | Whistler    | Slalom równoległy | Daniela Meuli        |
| 25.     | 17 stycznia | 2007 | Arosa       | Slalom równoległy | Heidi Neururer       |
| 36.     | 20 stycznia | 2009 | Gangwon     | Gigant równoległy | Marion Kreiner       |
| 23.     | 21 stycznia | 2009 | Gangwon     | Slalom równoległy | Fränzi Mägert-Kohli  |
| 19.     | 19 stycznia | 2011 | La Molina   | Gigant równoległy | Alona Zawarzina      |
| 11.     | 22 stycznia | 2011 | La Molina   | Slalom równoległy | Hilde-Katrine Engeli |
| 22.     | 25 stycznia | 2013 | Stoneham    | Gigant równoległy | Isabella Laböck      |

### Puchar Świata

#### Miejsca w klasyfikacji generalnej
- sezon 2003/2004: -
- sezon 2004/2005: -
- sezon 2005/2006: 143.
- sezon 2006/2007: 92.
- sezon 2007/2008: 80.
- sezon 2008/2009: 92.
- sezon 2009/2010: 25.
  - PAR[2]
- sezon 2010/2011: 14.
- sezon 2011/2012: 19.
- sezon 2012/2013: 22.
- sezon 2013/2014: 9.
- sezon 2014/2015: 22.
- sezon 2015/2016: 19.
- sezon 2016/2017: 35.

#### Miejsca na podium
1. Limone Piemonte – 11 grudnia 2010 (slalom równoległy) - 3. miejsce